# Paz Vega
Paz Vega (Sevilha, 2 de Janeiro de 1976) é uma atriz espanhola.

## Biografia
Depois de deixar de estudar ciências políticas, Paz começou o seu trajeto profissional como intérprete teatral, incorporando-se no Centro Andaluz de Teatro. Ao mesmo tempo frequentava a Faculdade de Ciências de la Información.
Ficou famosa pelo filme Lucía y el sexo e pela sua participação em Spanglish.
Em 1997 estreou na televisão, aparecendo em alguns episódios da série Menudo és mi padre. Posteriormente, apareceu novamente na televisão em Más que amigos (1997) e mais tarde interviria em seriados de êxito, como Compañeros (1998) e 7 vidas (1999).
Em 1999, apareceu pela primeira vez na grande tela em três filmes, Zapping (1999), Sobreviviré (1999) e Nadie conoce a nadie (1999). O filme que a revelou foi Lucía y el sexo (2001), filme produzido por Julio Medem que lhe rendeu o Prémio Goya para melhor actriz revelação. No mesmo ano foi nomeada na categoria de melhor actriz pelo seu papel em Sólo mia (2001), filme que co-protagonizou com Sergi López.
Paz Vega pode ser vista em outros filmes dos quais destacam-se Hable con ella (2002) de Pedro Almodóvar, El otro lado de la cama (2002) de Emílio Martínez Lázaro ou Carmen (2003), adaptado do clássico de Prosper Merimée realizado por Vicente Aranda no qual foi nomeada para melhor actriz nos prémios europeus de cinema.

## Filmografia
| Ano  | Filme                              | Título em português                               | Papel                            | Notas e prêmios            |
| ---- | ---------------------------------- | ------------------------------------------------- | -------------------------------- | -------------------------- |
| 1997 | Más allá del jardín                |                                                   |                                  |                            |
| 1998 | Perdón, perdón                     |                                                   | María                            |                            |
| 1999 | Zapping                            |                                                   | Elvira                           |                            |
| 1999 | Sobreviviré                        |                                                   | Azafata                          |                            |
| 2000 | Nadie conoce a nadie               |                                                   | Ariadna                          |                            |
| 2000 | El chico en la puerta              |                                                   |                                  |                            |
| 2001 | Lucía y el sexo                    | br: Lúcia e o Sexo                                | Lucía                            |                            |
| 2001 | Sólo mía                           |                                                   | Angela                           |                            |
| 2002 | Hable con ella                     | br: Fale com Ela pt: Fala com Ela                 | Amparo                           |                            |
| 2002 | El otro lado de la cama            |                                                   | Sonia                            |                            |
| 2002 | Novo                               |                                                   | Isabelle                         |                            |
| 2003 | Carmen                             |                                                   | Carmen                           |                            |
| 2004 | Di que sí                          |                                                   | Estrella Cuevas                  |                            |
| 2004 | Spanglish                          | br/pt: Espanglês                                  | Flor Moreno                      |                            |
| 2006 | 10 Items or Less                   | br: Um Astro em Minha Vida pt: Máximo 10 Unidades | Scarlet                          |                            |
| 2006 | Los Borgia                         |                                                   | Caterina Sforza                  |                            |
| 2006 | Fade to Black                      | br: Um Nome na Lista                              | Lea Padovani                     |                            |
| 2007 | Teresa, el cuerpo de Cristo        |                                                   | Santa Teresa de Jesús            |                            |
| 2007 | La Masseria Delle Allodole         |                                                   | Nunik                            |                            |
| 2008 | The Human Contract                 |                                                   | Michael                          |                            |
| 2008 | The Spirit                         |                                                   |                                  |                            |
| 2009 | Not Forgotten                      |                                                   | Amaya                            |                            |
| 2009 | The Six Wives of Henry Lefay       |                                                   | Veronica                         |                            |
| 2009 | Triage                             |                                                   | Elena Morales                    |                            |
| 2009 | Burning Palms                      |                                                   | Blanca Juarez                    |                            |
| 2009 | Wanted: Weapons of Fate            |                                                   | Araña                            | Jogo eletrônico            |
| 2010 | Castro's Daughter                  |                                                   | Alina Fernandez                  |                            |
| 2011 | The Flower of Evil                 |                                                   | Antonella D'Agostino             |                            |
| 2011 | Cat Run                            |                                                   |                                  |                            |
| 2012 | Madagascar 3: Europe's Most Wanted | br: Madagascar 3: Os Procurados pt: Madagáscar 3  | Esmeralda, Esperanza e Ernestina | Voz (das três personagens) |
| 2013 | Espectro                           |                                                   | Marta                            |                            |
| 2014 | Grace of Monaco                    | br: Grace de Mônaco                               | Maria Callas                     |                            |
| 2019 | Rambo V: Last Blood                | br: Rambo V: Até o Fim                            | Carmen Delgado                   |                            |

## Telenovelas
- Cuna de lobos (2019) - Catalina Creel de Larios[2]